# Kidd Jordan

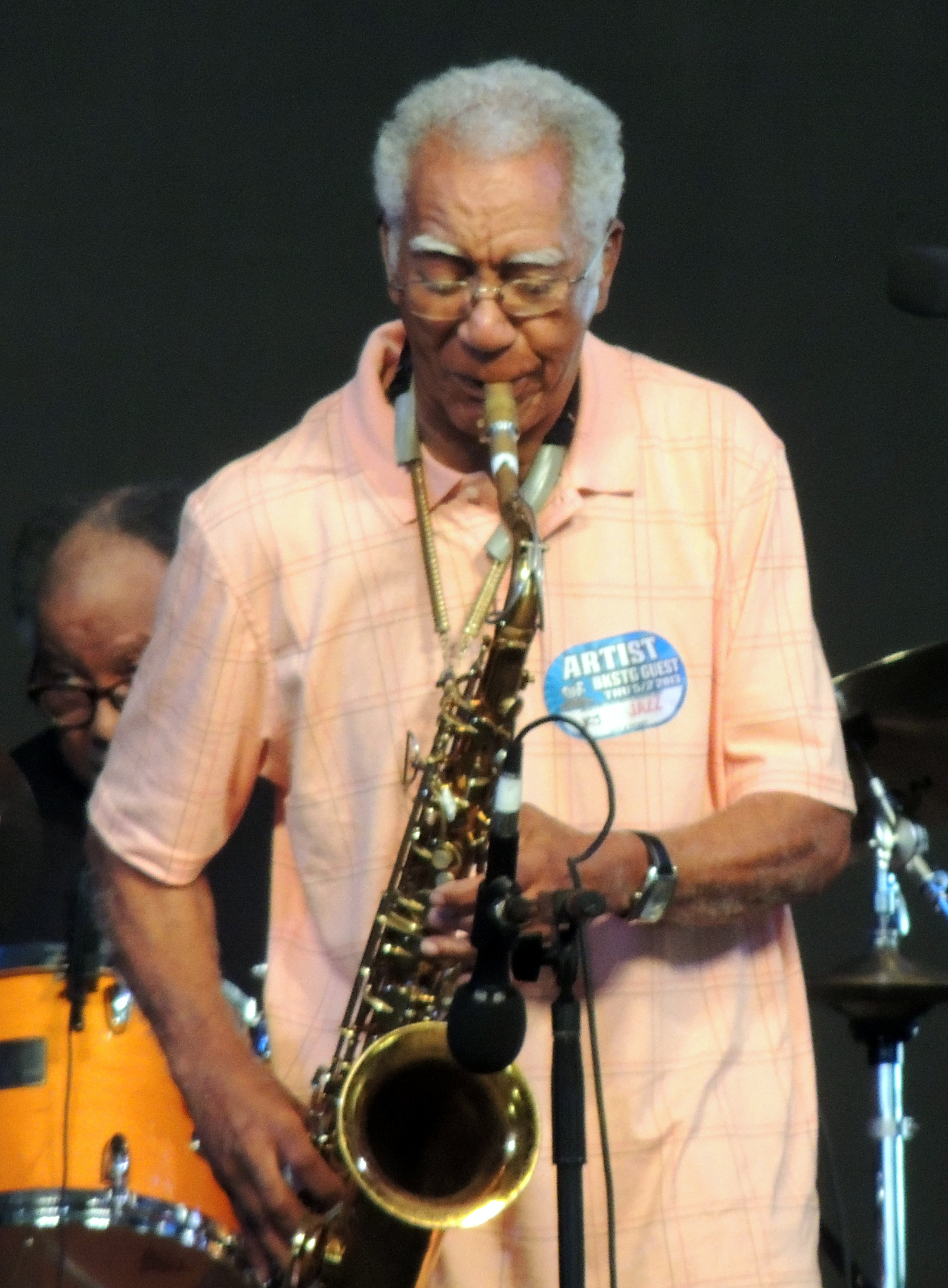
Kidd Jordan (2013)

Edward „Kidd“ Jordan (* 5. Mai 1935 in Crowley (Louisiana); † 7. April 2023 in New Orleans) war ein US-amerikanischer Jazz- und R&B-Musiker, der auch als Hochschullehrer tätig war. Zu Jordans Instrumenten zählten Tenor-, Bariton-, Sopran-, Alt-, C-Melody- und Sopranino-Saxophon sowie Kontrabass- und Bassklarinette.

## Leben
Jordans erstes Instrument war ein C-Melody Saxophon, bis er zum Altsaxophon wechselte, das dann – beeinflusst von Charlie Parker und Sonny Stitt – zu seinem Hauptinstrument wurde. Er studierte Musikpädagogik an der Southern University in Baton Rouge, Louisiana, spielte in Tanz- und Rhythm-&-Blues-Bands und zog nach seiner Graduierung 1955 nach New Orleans. Später lebte er auch in New York und Chicago, wo er den Master an der Millikin University erwarb und seine Studien an der Northwestern University fortsetzte. Hier kam es zu Kontakten mit Musikern des Association for the Advancement of Creative Musicians (AACM), insbesondere mit Fred Anderson, Joel Futterman und Alvin Fielder, mit denen er lange Jahre zusammenarbeiten sollte.
Von 1974 bis 2006 unterrichtete er an der Southern University in Baton Rouge; daneben spielte er in Theaterbands und arbeitete er mit einer Vielzahl von Künstlern aus verschiedenen musikalischen Bereichen vom R&B bis zum Free Jazz, etwa mit Big Maybelle, Ray Charles, Aretha Franklin, The Temptations und Stevie Wonder sowie mit Cannonball Adderley, Ed Blackwell, Ornette Coleman, Dennis González, Peter Kowald, Louis Moholo, Ellis Marsalis, Sunny Murray, Archie Shepp, Alan Silva, Sun Ra und Cecil Taylor. 1976 organisierte er das erste Konzert des World Saxophone Quartet.

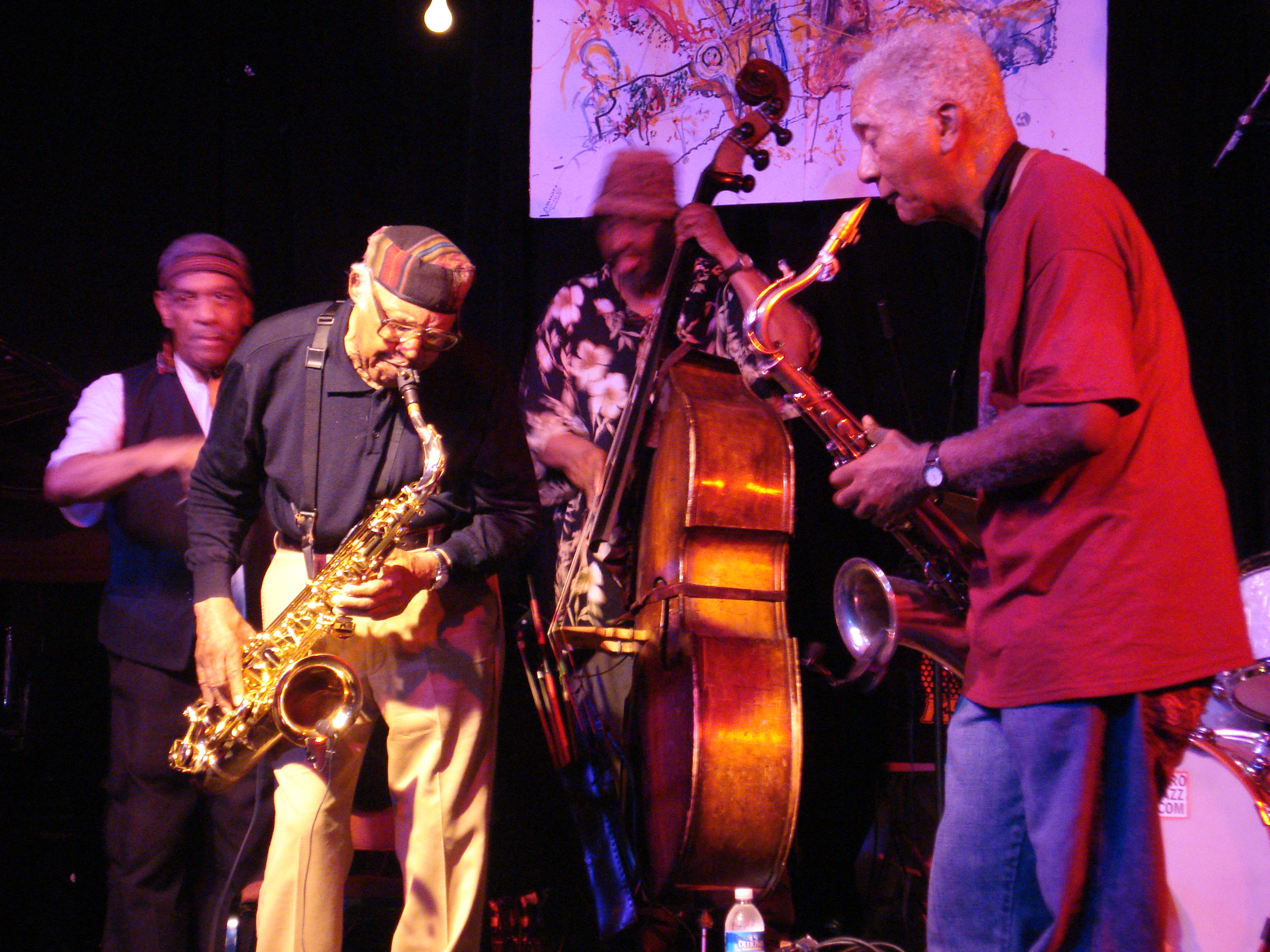
Billy Bang, Fred Anderson, William Parker und Kidd Jordan auf dem Vision Festival 2008

1980 wirkte er am Clarinet Summit von Julius Hemphill, Hamiet Bluiett, Oliver Lake und David Murray mit und spielte später im The Improvisational Arts Quintet (No Compromise!). Regelmäßig trat er auf dem New Yorker Vision Festival auf. Als Gastmusiker wirkte er außerdem an Aufnahmen von Larry Williams (Bad Boy), Professor Longhair (Mardi Gras in Baton Rouge), Johnny Adams (Good Morning Heartache) und der Rockband R.E.M. (Out of Time) mit. Ab Mitte der 1990er Jahre arbeitete Jordan vermehrt als Leiter und Mitglied von Ensembles des Creative Jazz und der Neuen Improvisationsmusik. Nach seiner Emeritierung arbeitete er mit Kali Fasteau, im Improvisationstrio mit William Parker und Hamid Drake sowie im Trio mit Joel Futterman und Alvin Fielder. 2009 trat er als Ehrengast des World Saxophone Quartet auf dem Banlieues Blues Festival auf.
An der Southern University war er lange Jahre im Bereich des Jazz-Studiengangs tätig; zu seinen Studenten gehörten u. a. auch Terence Blanchard, Branford und Wynton Marsalis, Nicholas Payton und Charles Joseph, Gründungsmitglied der Dirty Dozen Brass Band. Für die Formation schrieb er „Kidd Jordan’s Second Line“ und wirkte außerdem 1982 beim Auftritt der Dirty Dozen Brass Band in Groningen am Sopranino-Saxophon mit. Jordan unterrichtete auch an öffentlichen Schulen und hielt Kurse in Mali, Senegal und Sierra Leone. 1990 war er Gründer der Heritage School of Music an der Southern University. Von 1995 an war er zehn Jahre künstlerischer Leiter des Louis Armstrong Summer Jazz Camp.
Jordan betätigte sich außerdem als Pferdezüchter. In einem Interview meinte er hierzu: „Pferde zu züchten ist wie Improvisieren … Du weißt vorher nie, was dabei herauskommt“.
Mit seiner Frau Edvige Jordan, einer klassischen Pianistin, hat er sieben Kinder, darunter den Jazzflötisten Kent Jordan, den Jazztrompeter Marlon Jordan und die Sängerinnen Stephanie und Rachel Jordan.
Er starb am 7. April 2023 im Alter von 87 Jahren in New Orleans.

## Auszeichnungen
Das französische Kulturministerium ehrte 1985 Jordan für sein Lebenswerk als Pädagoge und Musiker mit dem Titel des Ritters (Chevalier) der Ehrenlegion (Ordre des Arts et des Lettres). 2006 wurde er von dem New Orleanser Musikmagazin Offbeat mit dem Lifetime Achievement Award for Music Education geehrt. 2008 erhielt er den Ehrenpreis des Vision Festivals für sein Lebenswerk.

## Diskographische Hinweise
Alben unter eigenem Namen

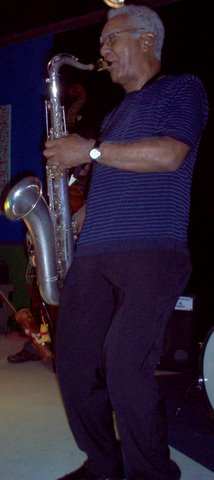
Kidd Jordan in der Velvet Lounge in Chicago

- Kidd Jordan Quartet: New Orleans Festival Suite (Silkheart)
- Kidd Jordan & the Elektrik Band: Kidd' Stuff (Danjor)
- Live at the Tampere Jazz Happening (Charles Lester, 2000)
- On Fire (2012)

Joel Futterman/Kidd Jordan/Alvin Fielder-Trio:
- Revelation (Kali)
- New Orleans Rising (Konnex Records);
- Southern Extreme (Drimala Records)

Alan Silva/Kidd Jordan/William Parker-Trio:
- Emancipation Suite #1 (Boxholder, 2002)

Kidd Jordan/Hamid Drake/William Parker-Trio:
- Palm of Soul (AUM Fidelity, 2005)

Kidd Jordan/Alvin Fielder/Peter Kowald-Trio:
- Trio and Duo in New Orleans (NoBusiness Records, 2014)

Kidd Jordan/Alvin Fielder/Joel Futterman/Steve Swell-Quartett:
- Masters of Improvisation (Valid Records, 2018)
- A Tribute to Alvin Fielder: Live at Vision Festival XXIV (2020)